# Favonigobius lentiginosus
Favonigobius lentiginosus är en fiskart som först beskrevs av Richardson, 1844.  Favonigobius lentiginosus ingår i släktet Favonigobius och familjen smörbultsfiskar. Inga underarter finns listade i Catalogue of Life.